# Kasteel de Gerlache

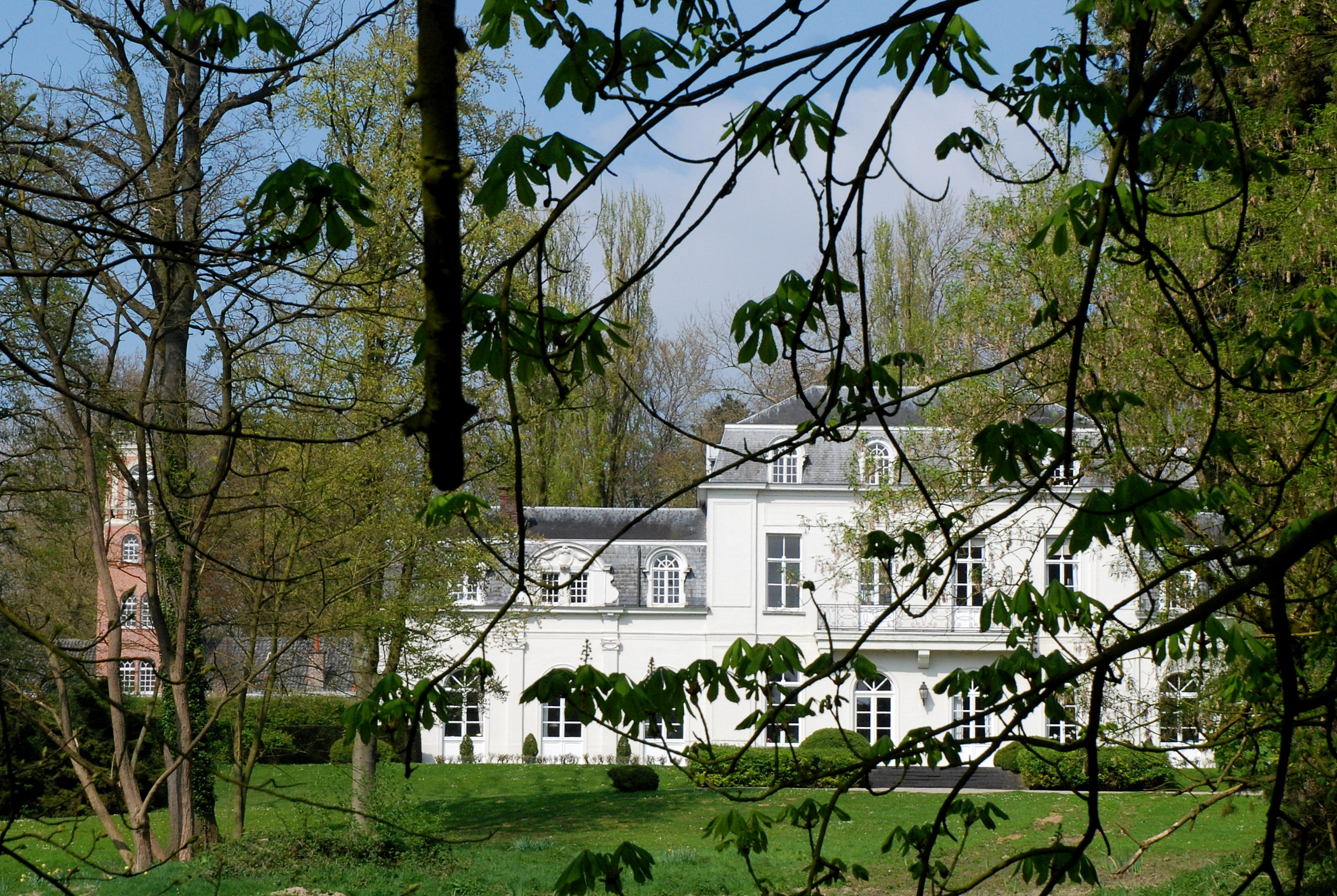
Kasteel den Ast

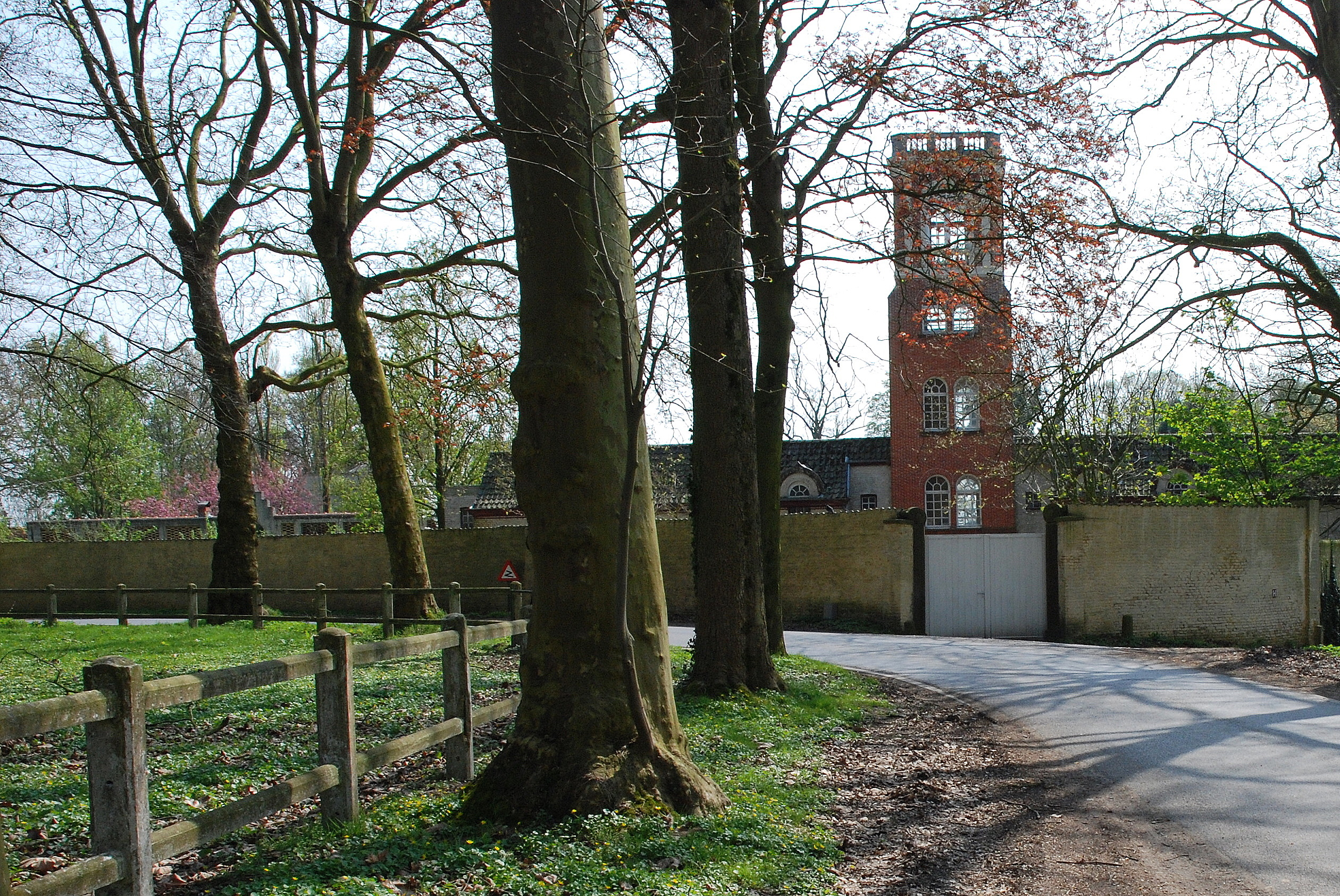
De uitkijktoren van het kasteel

Kasteel de Gerlache, ook Kasteel  den Ast genoemd, is een kasteel in de Belgische gemeente Kruisem in deelgemeente Huise net op de grens met Mullem, een deelgemeente van Oudenaarde.
Het gebouw werd in het begin van de 20e eeuw gebouwd door Georges van Oost in Franse stijl en heeft een mansardedak. Tijdens de Eerste Wereldoorlog bouwde men een uitkijktoren op het domein. Een oude kapel, die tot de Franse Revolutie een bekend bedevaartsoord was, werd mee verwerkt in een hoek van de kasteelmuur. Verder is er nog een chicoreidrogerij aanwezig, vandaar dat het kasteel ook den ast wordt genoemd.
Een bekende bewoner van het kasteel was Gaston de Gerlache, zoon van Adrien de Gerlache, Belgiës bekendste Zuidpoolreiziger. Zoon Gaston was gehuwd met Lily van Oost, een dochter van bouwheer Georges van Oost. Hij was gedurende achttien jaar burgemeester van Mullem, zijn vrouw Lily gedurende zes jaar, tot de fusie in 1976.
In het kasteel zijn er voorwerpen bewaard die herinneren aan de expedities van vader en zoon: het servies en de zilveren koffiekan van de Belgica, de sneeuwschoenen van Adrien de Gerlache, kaarten en boordinstrumenten, tot en met keizerspinguïn Hans, die Gaston de Gerlache van de zuidpool heeft meegebracht en die nog een tijdlang in de Antwerpse Zoo vertoefde.